# Pankreatisches Hormon
Das pankreatische Hormon (kurz auch PP für pankreatisches Polypeptid oder PNP) ist ein Peptidhormon bestehend aus 36 Aminosäuren aus den PP- oder auch F-Zellen der Langerhans-Inseln der Bauchspeicheldrüse (Pankreas), dessen Konzentration im Blut nach der Aufnahme eiweißreicher Nahrung ansteigt.
Es handelt sich dabei um ein Hormon des Magen-Darm-Kanals, das die Enzym- und Hydrogencarbonat-Produktion der Bauchspeicheldrüse, die Motilität des Darms und den Gallefluss hemmt.

## Primärstruktur
H2N-Ala–Pro–Leu–Glu–Pro–Gln–Tyr–Pro–Gly–Asp–Asp–Ala–Thr–Pro–Glu–Gln–Met–Ala–Gln–Tyr–Ala–Ala–Gln–Leu–Arg–Arg–Tyr–Ile–Asn–Met–Leu–Thr–Arg–Pro–Arg–Tyr-COOH.

## Genetik
Das Polypeptid liegt beim Menschen auf dem langen Arm von Chromosom 17 (17q21) und damit in unmittelbarer Nachbarschaft zum Peptid YY. Das PNP-Gen entstammt vermutlich einer lokalen Genverdopplung kurz vor oder zur Zeit der Amphibienbildung.

## Funktion
Schon seit 1970 wird der Zusammenhang zwischen PP (pankreatisches Polypeptid) und Appetitregulation erforscht. So konnte bei übergewichtigen Mäusen ein Mangel an PP festgestellt werden, bei denen die Injektion von PP zu einem Appetit- und Gewichtsverlust führten. Auch in anderen Studien wurde festgestellt, dass die Injektion von PP den Appetit für etwa 24h reduziert. Zudem wird über PP die sympathische Aktivität und der Sauerstoffverbrauch stimuliert, es wird also mehr Energie verbraucht. In Maus-Studien konnte auch ein positiver Effekt von PP auf metabolische Parameter wie Cholesterol gefunden werden. Interessant war hierbei auch, dass die zentrale Gabe von PP die Nahrungsaufnahme im Tiermodell erhöht hat, zentral hat PP also einen entgegengesetzten Effekt.
Auch Studien an Menschen zeigen die Appetithemmung durch PP und den damit einhergehenden Gewichtsverlust, sowohl bei Übergewichtigen als auch bei Normalgewichtigen. Es konnte aber nicht gezeigt werden, dass die Magenentleerung und die Darmmotilität von PP beeinflusst wird.
Gehemmt wird die Sekretion beispielsweise durch Galanin.